# Cercis occidentalis
Cercis occidentalis és una espècie de planta de la família Cercideae, endèmica de l'oest de Nord Amèrica. És un arbre perenne que es troba a pistes d'arbustos, congosts, barrancs, vores dels rierols, boscos de garrigues i a contraforts dels boscos de pi groc (Yellow pine en anglès).

## Galeria

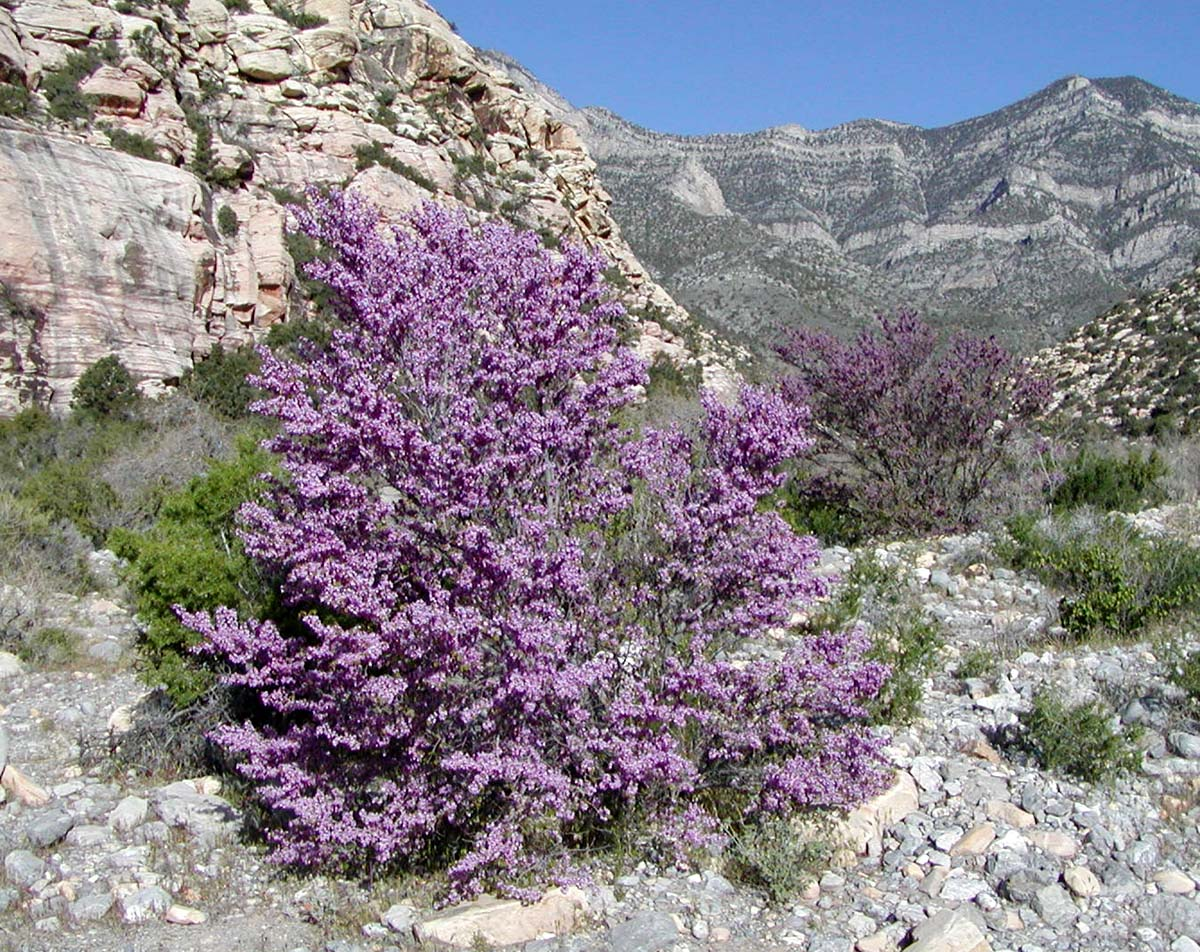
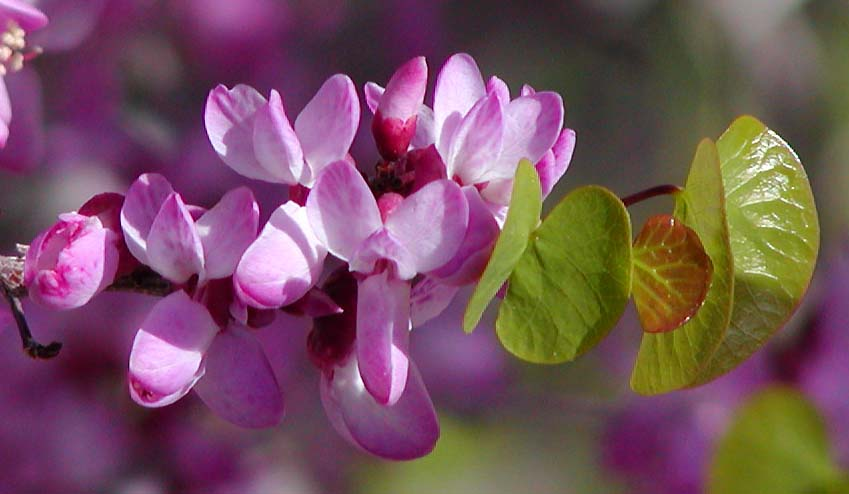
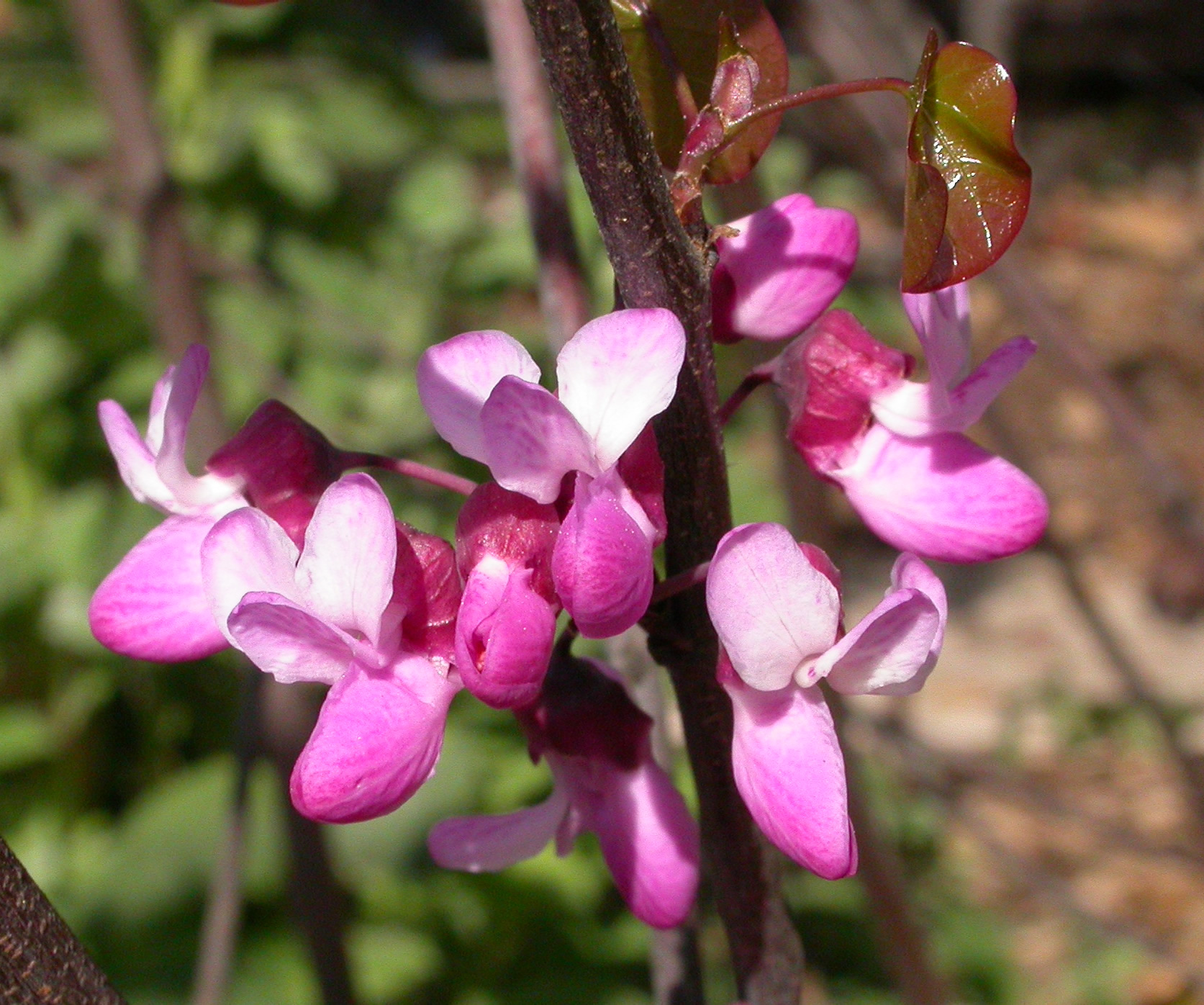
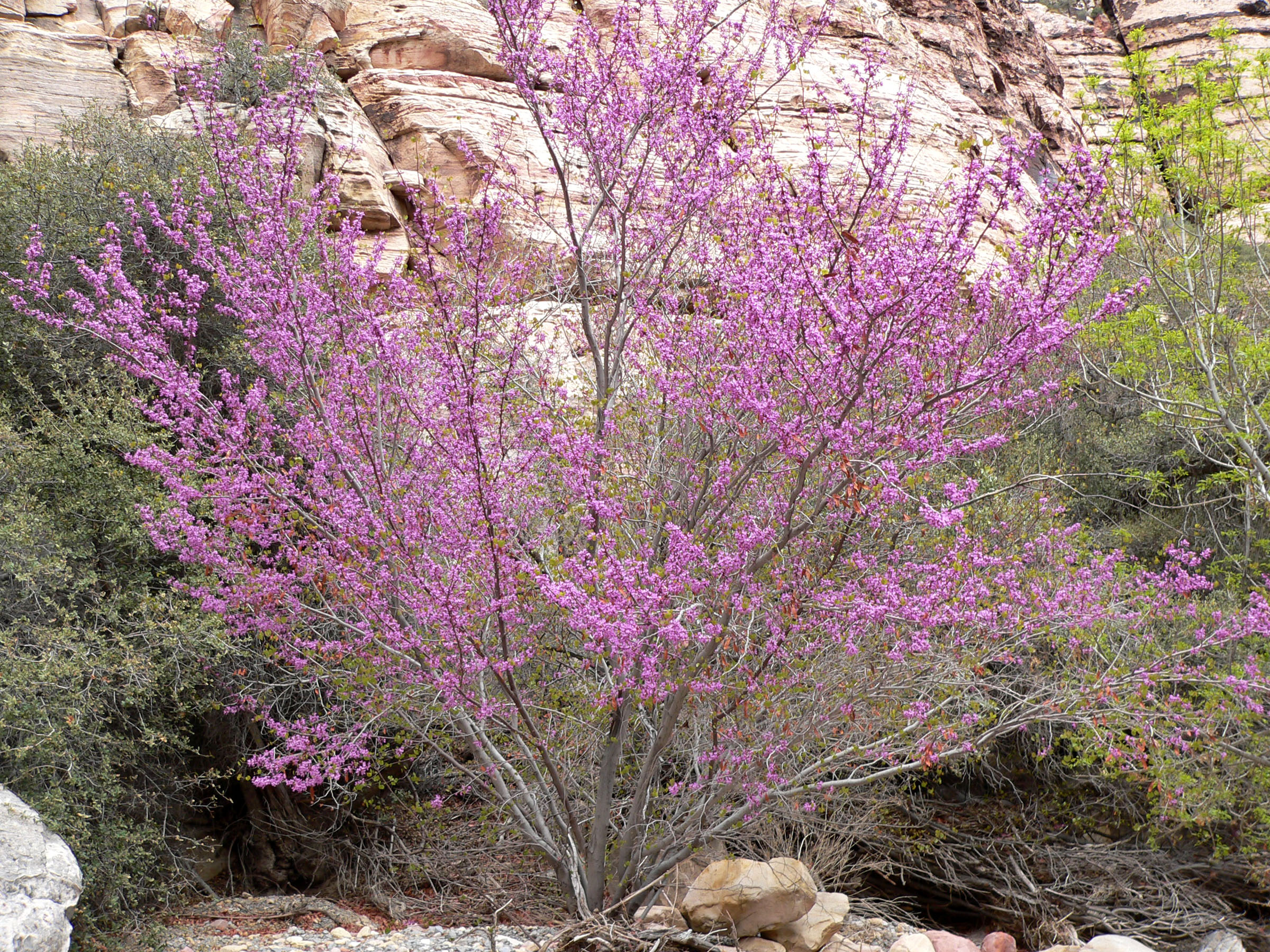